# Labahitha littoralis
Espèce
Synonymes
- Filistata littoralis Roewer, 1938

Labahitha littoralis est une espèce d'araignées aranéomorphes de la famille des Filistatidae.

## Distribution
Cette espèce est endémique de Nouvelle-Guinée occidentale en Indonésie. Elle se rencontre vers Kaimana.

## Description
La femelle holotype mesure 4,5 mm.

## Systématique et taxinomie
Cette espèce a été décrite sous le protonyme Filistata littoralis par Roewer en 1938. Elle est placée dans le genre Pritha par Lehtinen en 1967 puis dans le genre Labahitha par Magalhaes, Berry, Koh et Gray en 2022.

## Publication originale
- Roewer, 1938 : « Araneae. Résultats scientifiques du Voyage aux indes orientales néerlandaises de la SS. AA. RR. le Prince et la Princesse Leopold de Belgique. » Mémoires du Muséum national d'histoire naturelle de Belgique, vol. 3, no 19, p. 1-94.